# Lizhou

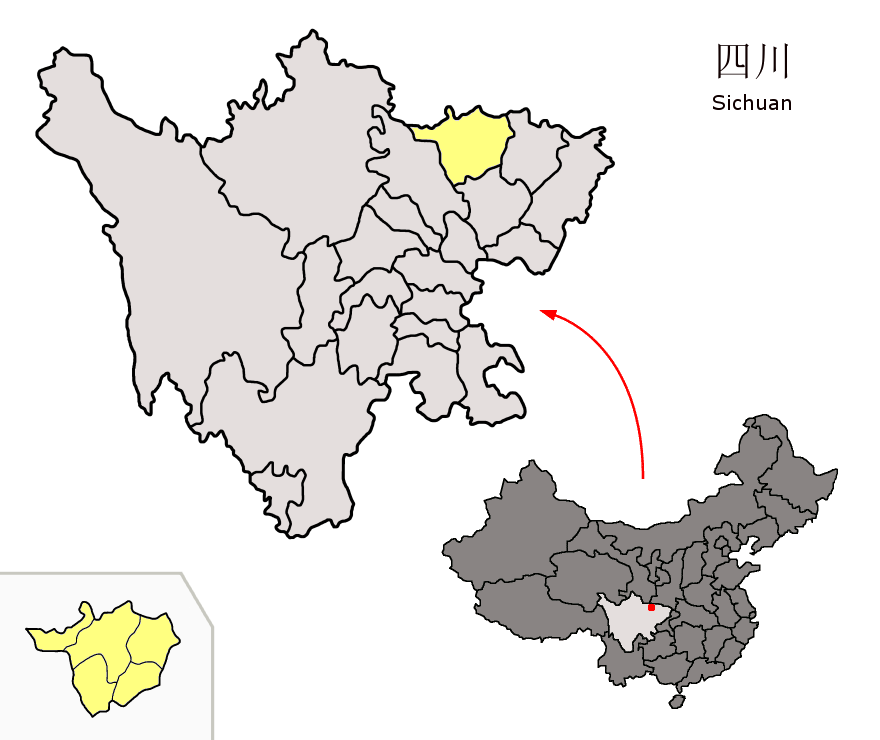
Lage der bezirksfreien Stadt Guangyuan in der sich der Stadtbezirk Lizhou befindet.

Lizhou (chinesisch 利州区, Pinyin Lìzhōu Qū) ist ein Stadtbezirk der bezirksfreien Stadt Guangyuan im Nordosten der chinesischen Provinz Sichuan. Er hat eine Fläche von 1.531 Quadratkilometern und zählt 621.978 Einwohner (Stand: Zensus 2020). 2004 betrug die Einwohnerzahl 460.000. Lizhou hieß vormals „Shizhong“ (市中区,  Shìzhōng qū). Am 13. März 2007 wurde der Name in Lizhou geändert.
Im Osten grenzt Lizhou an den Kreis Wangcang, im Süden an den Stadtbezirk Zhaohua und den Kreis Jiange, im Westen an den Kreis Qingchuan und im Norden an den Stadtbezirk Chaotian.

## Administrative Gliederung
Lizhou setzt sich aus drei Straßenvierteln, sieben Großgemeinden und drei Gemeinden zusammen. Diese sind:
- Straßenviertel Dongba (chinesisch 东坝街道, Pinyin Dōngbà Jiēdào);
- Straßenviertel Hexi (chinesisch 河西街道, Pinyin Héxī Jiēdào);
- Straßenviertel Jialing (chinesisch 嘉陵街道, Pinyin Jiālíng Jiēdào);
- Großgemeinde Baolun (chinesisch 宝轮镇, Pinyin Bǎolún Zhèn);
- Großgemeinde Chihua (chinesisch 赤化镇, Pinyin Chìhuà Zhèn);
- Großgemeinde Dashi (chinesisch 大石镇, Pinyin Dàshí Zhèn);
- Großgemeinde Gongnong (chinesisch 工农镇, Pinyin Gōngnóng Zhèn);
- Großgemeinde Panlong (chinesisch 盘龙镇, Pinyin Pánlóng Zhèn);
- Großgemeinde Rongshan (chinesisch 荣山镇, Pinyin Róngshān Zhèn);
- Großgemeinde Sandui (chinesisch 三堆镇, Pinyin Sānduī Zhèn);
- Gemeinde Baichao (chinesisch 白朝乡, Pinyin Báicháo Xiāng);
- Gemeinde Jindong (chinesisch 金洞乡, Pinyin Jīndòng Xiāng);
- Gemeinde Longtan (chinesisch 龙潭乡, Pinyin Lóngtán Xiāng).